# Levonte Johnson
Levonte Leroy Brown Johnson (Brampton, 15 marzo 1999) è un calciatore canadese, attaccante del Colorado Springs Switchbacks.

## Carriera
Johnson ha iniziato a giocare a livello giovanile con Botelho ST e Brampton TSC. Nel 2019 ha iniziato a frequentare l'Eastern Florida State College dove ha giocato con la selezione locale degli EFSC Titans, ma l'anno successivo si è iscritto alla Salt Lake University, dove ha giocato con i SLCC Bruins. Nel 2021 ha nuovamente cambiato università passando all'Università di Seattle dove ha giocato con i Seattle Redhawks e nel 2022, per la quarta volta in quattro anni, ha cambiato college passando all'Università di Syracuse, sede del Syracuse Orange.
Durante il periodo collegiale ha giocato anche in League1 Ontario con i Master's FA ed in USL League Two con Treasure Coast Tritons, Portland Timbers U23 e Chicago FC United.
Nel 2023 è stato selezionato dal Vancouver Whitecaps all'MLS SuperDraft, ed il 28 febbraio 2023 ha firmato un contratto professionisticon con i Whitecaps 2. Ha debuttato il 27 marzo seguente nell'incontro di MLS Next Pro vinto 2-1 contro il Portland Timbers 2, ed il 10 aprile ha segnato il suo primo gol nel successo per 4-1 contro il North Texas.
L'11 maggio ha debuttato in prima squadra nell'incontro di Canadian Championship vinto 4-1 contro lo York Utd, dove ha segnato il gol del momentaneo 3-0 e due settimane più tardi ha esordito anche in MLS contro il St. Louis City. Il 30 giugno seguente ha firmato un contratto professionistico con i Whitecaps venendo promosso definitivamente in prima squadra.

## Statistiche

### Presenze e reti nei club
Statistiche aggiornate al 14 luglio 2024.
| Stagione        | Squadra                | Campionato      | Campionato | Campionato | Coppe nazionali | Coppe nazionali | Coppe nazionali | Coppe continentali | Coppe continentali | Coppe continentali | Altre coppe | Altre coppe | Altre coppe | Totale | Totale | Totale |
| Stagione        | Squadra                | Comp            | Pres       | Reti       | Comp            | Pres            | Reti            | Comp               | Pres               | Reti               | Comp        | Pres        | Reti        | Pres   | Reti   |        |
| --------------- | ---------------------- | --------------- | ---------- | ---------- | --------------- | --------------- | --------------- | ------------------ | ------------------ | ------------------ | ----------- | ----------- | ----------- | ------ | ------ | ------ |
| 2016            | Master's FA            | L1O             | 15         | 1          |                 | -               | -               |                    | -                  | -                  |             | -           | -           | 15     | 1      |        |
| 2017            | Master's FA            | L1O             | 1          | 0          |                 | -               | -               |                    | -                  | -                  |             | -           | -           | 1      | 0      |        |
| 2019            | Treasure Coast Tritons | USL2            | 9          | 4          |                 | -               | -               |                    | -                  | -                  |             | -           | -           | 9      | 4      |        |
| 2021            | Portland Timbers U23   | USL2            | 7          | 1          |                 | -               | -               |                    | -                  | -                  |             | -           | -           | 7      | 1      |        |
| 2022            | Chicago FC United      | USL2            | 8          | 3          |                 | -               | -               |                    | -                  | -                  |             | -           | -           | 8      | 3      |        |
| 2023            | Vancouver Whitecaps II | MNP             | 15         | 7          |                 | -               | -               |                    | -                  | -                  |             | -           | -           | 16     | 7      |        |
| 2023            | Vancouver Whitecaps    | MLS             | 8          | 0          | CC              | 2               | 1               | CCL                | 0                  | 0                  | LC          | 2           | 0           | 12     | 1      |        |
| 2024            | Vancouver Whitecaps    | MLS             | 17         | 0          | CC              | 3               | 2               | CCC                | 1                  | 0                  | LC          | 0           | 0           | 21     | 2      |        |
| Totale carriera | Totale carriera        | Totale carriera | 80         | 16         |                 | 5               | 3               |                    | 1                  | 0                  |             | 2           | 0           | 88     | 19     |        |

## Palmarès

### Club

#### Competizioni nazionali
- Canadian Championship: 2

Vancouver Whitecaps: 2023, 2024